# Dankowice Pierwsze
Dankowice Pierwsze – wieś w Polsce położona w województwie śląskim, w powiecie kłobuckim, w gminie Krzepice.

## Administracja
| SIMC    | Nazwa | Rodzaj    |
| ------- | ----- | --------- |
| 0137029 | Praga | część wsi |

Za Królestwa Polskiego istniała gmina Dankowice. W latach 1975–1998 miejscowość administracyjnie należała do województwa częstochowskiego.

## Nazwa
Nazwę miejscowości w zlatynizowanej staropolskiej formie Dankowycze villa wymienia w latach (1470–1480) Jan Długosz w księdze Liber beneficiorum dioecesis Cracoviensis. W okresie tym nie rozróżniano Dankowic Pierwszych oraz Drugich. Rozdział tych miejscowości nastąpił później.